# Pinus hwangshanensis
Pinus hwangshanensis ist ein immergrüner Nadelbaum aus der Gattung der Kiefern (Pinus) mit meist 10 bis 17 Zentimeter langen Nadeln und ausgewachsen drei bis sechs Zentimeter langen Samenzapfen. Das Verbreitungsgebiet liegt in China, wo sie in Mischwäldern in Höhen von 500 bis 2500 Metern vorkommt. Sie ist nicht gefährdet. Das Holz der Art ist hochwertig und wird für verschiedenste Anwendungen genutzt, die Art wird auch als Bonsai kultiviert.

## Beschreibung

### Habitus
Pinus hwangshanensis ist ein immergrüner, bis zu 45 Meter hoher Baum mit einem Stammdurchmesser von bis zu einem Meter. Der Stamm ist gerade oder mehr oder weniger gewunden. Die Stammborke ist graubraun bis dunkelgrau, rau und schuppig und zerbricht in große Platten mit tiefen Rissen. Die Äste erster Ordnung sind anfangs lang und ausgebreitet, verkürzen sich jedoch im Laufe der Zeit, bis teilweise nur mehr Stümpfe bestehen bleiben. Kleinere Zweige wachsen dicht und aufsteigend und bilden eine flache oder domartige Krone. Benadelte Zweige sind kahl, mehr oder weniger glatt und hell gelblich braun.

### Knospen und Nadeln

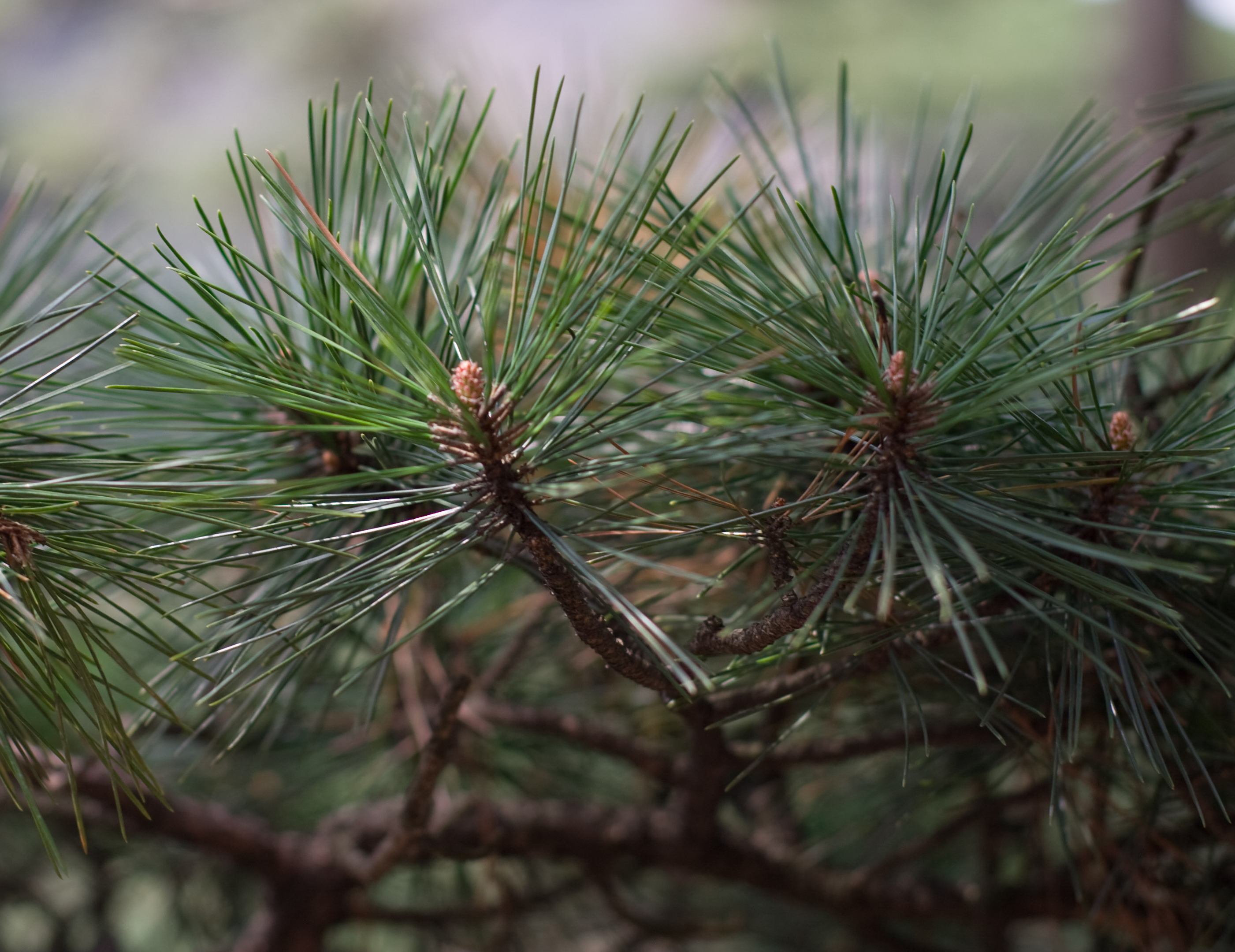
Zweige mit Nadeln und Knospen

Die Knospen sind eiförmig-konisch bis zylindrisch, 10 bis 15 Millimeter lang, 5 bis 7 Millimeter breit und harzig. Die Knospenschuppen wachsen angedrückt und sind rötlich oder kastanienbraun gefärbt. Die Nadeln wachsen zu zweit in einer bleibenden, 5 bis 10 Millimeter langen, dünnen Nadelscheide. Die Nadeln sind dunkelgrün, gerade oder leicht gebogen, manchmal nur 5 meist 10 bis 17 Zentimeter lang und 0,6 bis 1 Millimeter breit, dünn, biegsam, leicht gedreht und zugespitzt. Die Ränder sind fein gesägt. Auf jeder Nadelseite gibt es feine Spaltöffnungslinien. Die Nadeln bleiben drei bis vier Jahre am Baum.

### Zapfen und Samen
Die Pollenzapfen wachsen spiralig angeordnet. Sie sind kurz zylindrisch, 1,5 bis 2 Zentimeter lang, anfangs gelb und rötlich überlaufen, später rötlich braun. Die Samenzapfen wachsen einzeln oder selten paarweise auf kurzen Stielen. Sie sind 3 bis 6 Zentimeter lang, geschlossen schmal eiförmig. Sie öffnen sich im Spätwinter und sind dann 2,5 bis 5 Zentimeter breit, und bleiben danach noch lange am Baum. Die Samenschuppen sind schokoladenbraun, dünn holzig, steif und länglich und in der Mitte großer Zapfen etwa 2,5 Zentimeter lang und 1,3 Zentimeter breit. Die Apophyse ist rhombisch oder hat einen gerundeten oberen Rand. Sie ist flach, quer gekielt, leicht runzelig und glänzend hellbraun. Der Umbo ist breit elliptisch, niedergedrückt und mit einem schmalen, bleibenden Stachel bewehrt. Die Samen sind dunkelbraun, elliptisch-eiförmig, 5 bis 6 Millimeter lang und leicht abgeflacht. Der Samenflügel ist 15 bis 20 Millimeter lang und bleibend.

### Chromosomenzahl
Die Chromosomenzahl beträgt 2n = 24.

## Verbreitung, Standortansprüche und Gefährdung

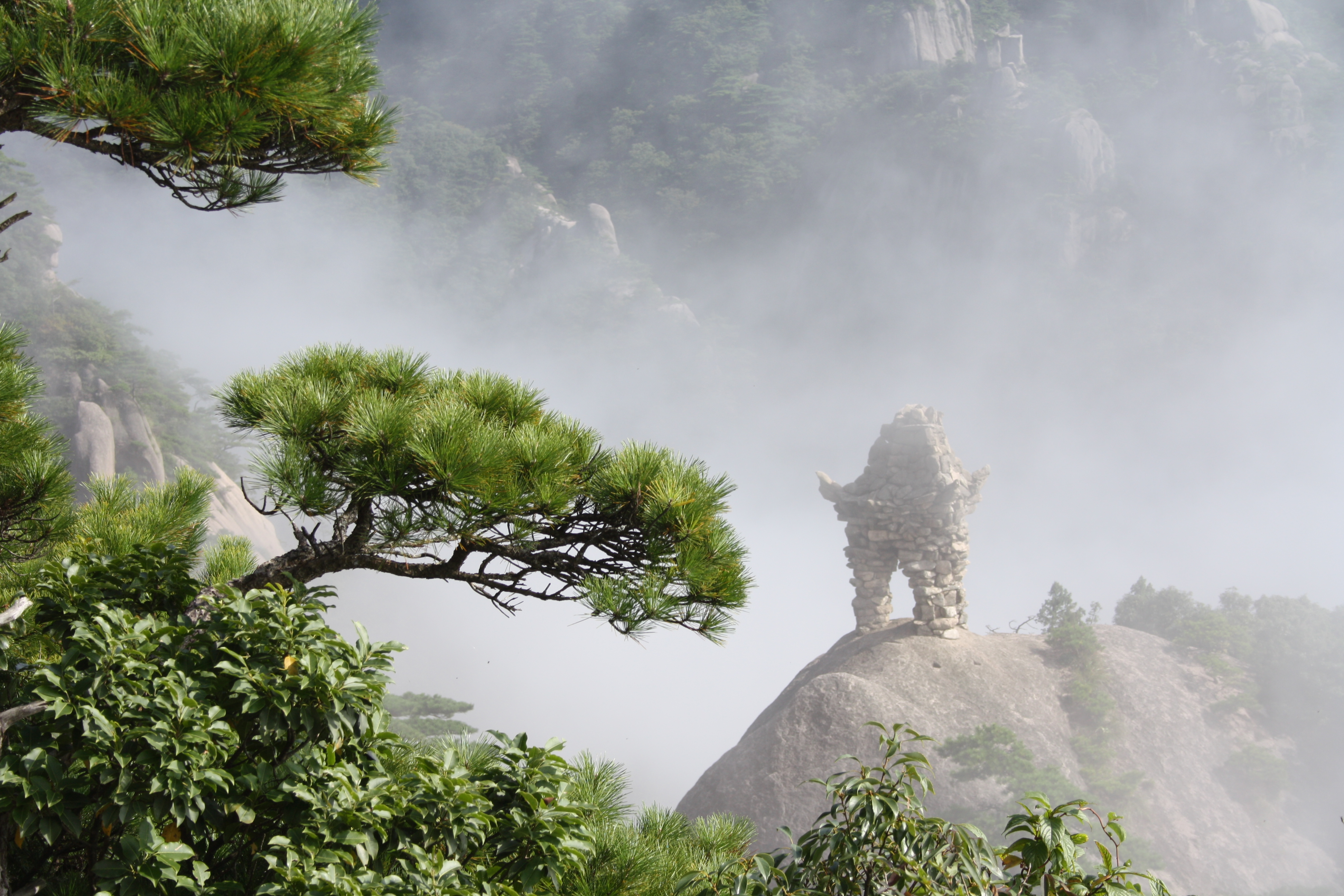
Pinus hwangshanensis am Huang Shan

Das natürliche Verbreitungsgebiet von Pinus hwangshanensis liegt in China in den Provinzen Anhui, Fujian, in der Mitte von Guangxi, in Guizhou, im Süden von Henan, in Hubei, Hunan, Jiangsu, Jiangxi, im Südosten von Yunnan und in Zhejiang. Sie wächst in montanen, laubabwerfenden Mischwäldern im offenen Gelände auf Berghängen und Höhenrücken in Höhenlagen von 500 bis 2500 Meter. Diese Art von Wäldern tritt meist nördlich von immergrünen Laubwäldern auf mit einer großen Übergangszone. Sie dominiert auch höhere Lagen weiter im Süden, wo die immergrünen Wälder in Tallagen und Ebenen durch die Landwirtschaft verdrängt wurden. Als häufigste Laubbäume findet man in dieser Umgebung Vertreter aus der Familie der Buchengewächse (Fagaceae).
In der Roten Liste der IUCN wird Pinus hwangshanensis als nicht gefährdet („Lower Risk/least concern“) geführt. Es wird jedoch darauf hingewiesen, dass eine Neubeurteilung ausständig ist.

## Systematik und Forschungsgeschichte

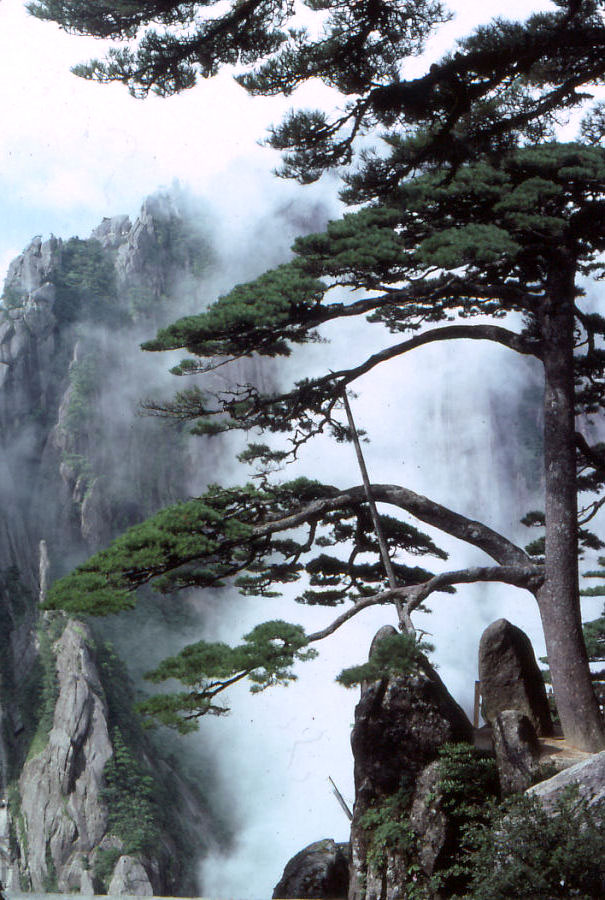
Pinus hwangshanensis

Pinus hwangshanensis ist eine Art aus der Gattung der Kiefern (Pinus), in der sie der Untergattung Pinus, Sektion Pinus und Untersektion Pinus zugeordnet ist. Sie wurde 1936 von Hsia Wei Ying in Contributions from the Institute of Botany, National Academy of Peiping, Band 4, Seite 155 erstbeschrieben. Die Art ähnelt Pinus luchuensis aus Japan und Pinus taiwanensis aus Taiwan, unterscheidet sich jedoch von diesen Arten durch den bleibenden Stachel auf dem Umbo der niedergedrückten Samenschuppen. Außerdem sind die Knospen dunkler als diejenigen von Pinus taiwanensis. Synonyme der Art sind Pinus luchuensis Mayr var. hwangshanensis C.L.Wu und Pinus luchuensis Mayr subsp. hwangshanensis W.Y.Hsia. Der Gattungsname Pinus wurde schon von den Römern für mehrere Kiefernarten verwendet. Das Artepitheton hwangshanensis verweist auf die Huang-Shan-Berge im Süden von Anhui.

## Verwendung
Das Holz von Pinus hwangshanensis ist hochwertig und hat eine ausreichende Festigkeit, um es für den Bau von Häusern und Brücken und zur Herstellung von Bahnschwellen und Grubenstempel zu verwenden. Es wird zur Errichtung von Zäunen und Toren und zur Herstellung von Kisten eingesetzt. Weiters werden daraus Paneele, Böden und andere häuslich und industriell verwendete Artikel, Sperrholz, Faserplatten und Zellstoff hergestellt. Forstwirtschaftliche Pflanzungen finden nur im Südosten von China statt. Die Art ist in Ostasien ein beliebter Bonsai.